# Acalypha siamensis
Acalypha siamensis är en törelväxtart som beskrevs av Daniel Oliver och Andrew Thomas Gage. Acalypha siamensis ingår i släktet akalyfor, och familjen törelväxter. Inga underarter finns listade i Catalogue of Life.